# Vidéo-club
 (12 novembre 2022).
Ne doit pas être confondu avec Videoclub.

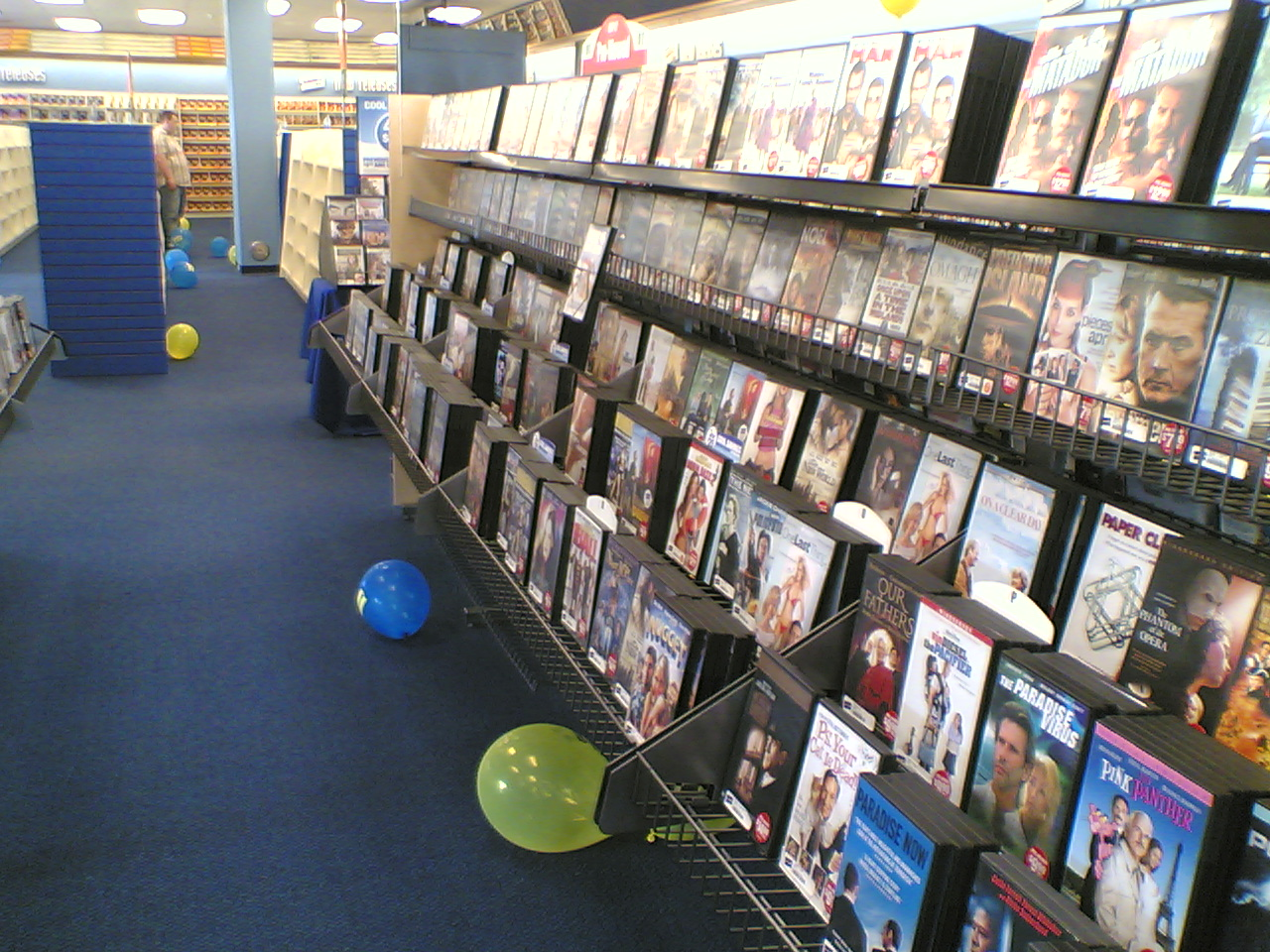
Les rayons d'un vidéo-club.

Un vidéoclub, vidéo-club ou club vidéo, est une boutique de services permettant la location de films (ou plus rarement d'autres productions audiovisuelles telles que des séries télévisées) sur support vidéo (essentiellement cassettes VHS puis DVD, ou plus récemment HD DVD et Blu-ray) afin de les visionner à son domicile, sur son téléviseur, avant de les rapporter.

## Modalités de location
La durée de location est généralement de l'ordre de quelques heures à quelques jours, le temps de visionner le film. Il existe souvent une boîte accessible de l'extérieur de la boutique, pour permettre aux clients de rapporter les vidéos même en dehors des horaires d'ouverture. Des frais supplémentaires peuvent être imputés au client en cas de dépassement de l'heure de retour prévue.
Le client peut être facturé film par film, mais il existe généralement des cartes de fidélité ou des abonnements.
Les prix pratiqués peuvent être plus élevés pour les films sortis récemment.

## Organisation du magasin
Les films sont exposés dans des rayons, classés par genre. Les sorties récentes sont souvent mises en valeur.
En général, afin d'éviter les vols, seule la jaquette est exposée, les enregistrements en eux-mêmes étant alors conservés dans l'arrière-boutique et délivrés seulement au moment du passage à la caisse.

## Histoire
Aux États-Unis, le dernier vidéo-club de Washington, sous l'enseigne Potomac Video, a fermé ses portes en mai 2014. Les fermetures se multiplient dans de nombreux pays. Alors qu'ils étaient plus de 15 000 loueurs en 2006 aux États-Unis, ils ne sont plus que 6 000 en 2014. 
À la suite de l'arrivée dans le milieu des années 2000 de la vidéo à la demande, du streaming et du téléchargement (légal ou non), les vidéo-clubs ont vu leur chiffre d'affaires chuter jusqu'à 20 % par an, selon un rapport du CNC et la baisse de la fréquentation de la clientèle.
C'est pourquoi le nombre de vidéo-club, non seulement en France mais aussi dans le monde, a beaucoup baissé depuis les années 2000.

### En France
En mars 2023, il ne reste qu'une dizaine de Vidéo-club en France. En 1998, lorsque les premiers films en DVD sont arrivés, qui devaient supplanter la cassette VHS, il y en avait environ 5 000. En 2023, l'un des derniers de Paris, JM Vidéo, installé depuis 1982 dans une petite boutique au 121 avenue Parmentier dans le 11e arrondissement possède environ 50 000 dvd, et le site Konbini y tourne depuis 2018 ses interviews «Vidéo club», où des réalisateurs et acteurs recommandent leurs films préférés,. En 2023, plus d'un million d'internautes ont visionné ces visites sur Youtube avec pour invités notamment : Wes Anderson, Bertrand Blier, Claude Lelouch, Terry Gilliam, Agnes Jaoui, Claire Denis, Albert Dupontel, Nanni Moretti, Brad Pitt, Jean-Pierre Jeunet, Michel Gondry, Bong Joon-ho, ou Eddy Mitchell qui présenta l'émission La Dernière Séance de 1982 à 1998. L'autre vidéo-club à Paris qui résiste encore en 2023, est le Vidéo Club de la Butte, au 49 rue Caulaincourt dans le 18e arrondissement. Avec 15 000 titres, il existe depuis 1980. L'un des derniers vidéo-club qui a disparu à Paris, en 2021, est le Vidéosphère, qui depuis 28 ans, était situé au 36 rue des Bernardins, et qui abritait environ 20 000 VHS et 35 000 DVD. Henri Moisan, le responsable de Vidéosphère, a préféré transférer les titres à la Bibliothèque nationale de France, plutôt qu’un rachat partiel par un collectionneur. 
En avril 2021, le journal Les Échos fait l'inventaire d'une partie des derniers vidéo-club indépendants qui résistent à Paris mais aussi dans d'autres villes de France. À Marseille, le Vidéodrome 2 : installé depuis 2015 au 49 cours Julien, qui est à la fois un vidé-oclub, une salle de cinéma de 49 places, un bistrot, et une librairie,. À Bordeaux, le Yoyo Vidéo, ouvert en 1984 dans le quartier du Grand Parc, situé au 4 rue des frères Portmann. À Le Loroux-Bottereau, le Dan Vidéo ouvert en 1992. À Calais, le Vidéo Pilote, qui a rassemblé 30 000 titres. Les Échos avait également inventorié le dernier vidéo-club à Lyon, L'Aquarium ciné-café, situé dans le 4e arrondissement, mais il arrête la location de DVD en juillet 2023, pour se recentrer sur d’autres activités, et a mis en vente ses 15 000 titres. 
Les Français louaient près de 25 millions de films dans le milieu des années 1990. Les dépenses des Français dans les vidéo-clubs ne représentent plus que 29,3 millions d'euros en 2011 contre 39,4 millions en 2010, soit une perte de 25,6% en un an.
Entre 2004 et 2010, près de 3 000 vidéo-clubs en France ont fermé, et on n'en compte en 2014 que moins de 2 000. Entre 2002 et 2014, la Chambre régionale de commerce et d'industrie d'Ile-de-France estime que le nombre de vidéo-clubs a chuté de 95,8 % en Île-de-France et qu'il n'en reste qu'une dizaine à Paris. En octobre 2018, il n'en restait encore plus qu'une cinquantaine. 
VidéoFutur, qui comptait environ 400 boutiques dans les années 2000, ne compte plus que 37 magasins en 2014. En janvier 2015, il n'en reste plus que 27. La société change de stratégie en lançant une box commerciale par abonnement depuis juin 2013, la location de DVD et de Blu-ray devenant secondaire. D'autres vidéoclubs indépendants subsistent aussi, notamment dans les grandes agglomérations comme La Onzième heure à Paris (disparu à la mi-2015). La franchise Cinébank, qui proposait un service de distributeurs automatiques de DVD, a disparu fin 2012. 
Ceux qui subsistent diversifient leur offre en vendant des DVD, des figurines ou autres objets de collection en lien avec le cinéma, ou se spécialisent dans des genres cinématographiques,.
La pandémie de Covid-19 en France a également fait chuter la location de DVD dans les vidéo-clubs, notamment lors des différents confinements en 2020 et 2021.

## En Suisse

### En Suisse romande
En Suisse romande la chaîne Vidéo Folies a fermé sa dernière succursale en juillet 2018 à Lausanne au chemin de Montolivet. Elle avait déménagé une année auparavant de l'avenue de Montchoisi pour un local moins onéreux. Entre le milieu des années 1980 et 2010, entre 27 et 32 succursales, réparties dans seize villes ont fleuri partout en Romandie, et à part ce dernier magasin, elles avaient toutes mis la clé sous la porte. Fondé par Carlo Pavone, originaire de La Spezia en Italie, il a ouvert son propre magasin Radio TV en 1972, à Lausanne, à la rue de l'Etraz, et plus tard a commencé à installer dans le magasin un rayon avec les premiers films destinés à la location. Quand le commerce d'en face s'est libéré, il s'y est installé pour y fonder le premier Vidéo Folies,. En 2006, il comptait 32 vidéoclubs, dont 23 en franchises et avait une part de marché d'environ 30 %.
D'autres vidéo-club indépendants existaient en Suisse romande. À Genève, le dernier vidéo-club, Le Cinoche, ferme le 29 juin 2019 par manque de rentabilité. Pierre-Alain Berettal l'avait fondé en 1984. Il comptait 32 000 références et était devenu un lieu culturel selon les confidences de son propriétaire. En fin d'année 2016, il avait été sauvé de la fermeture grâce aux Établissements publics pour l'intégration (EPI), qui avaient racheté l'enseigne et employé Pierre-Alain Beretta et son collègue, mais Le Cinoche a continué à voir sa fréquentation s'éroder.

## Franchises

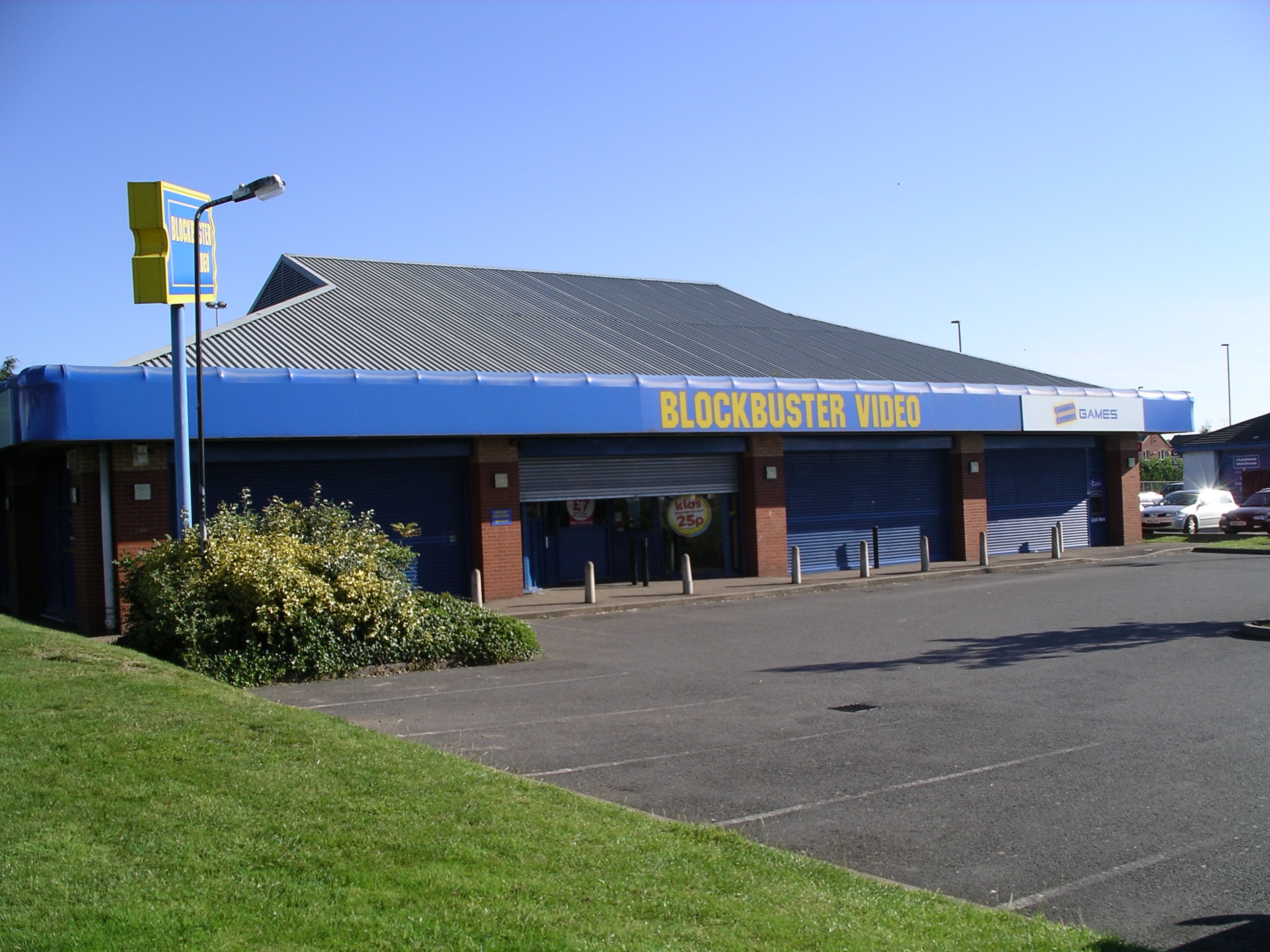
Un magasin Blockbuster à Coventry en Angleterre.

Les vidéo-clubs peuvent être indépendants, ou être organisés en réseaux comme Family Video aux États-Unis, Avenue Video au Canada, Vidéo Futur ou Cinébank en France, ou Blockbuster Inc. dans plusieurs pays.

## Bornes ou distributeurs automatiques

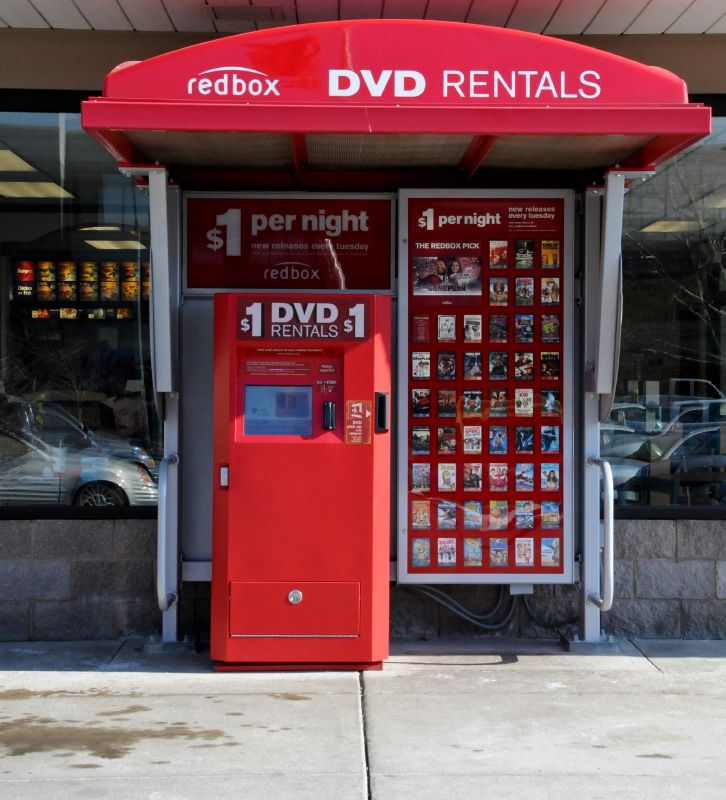
Une borne automatique redbox dans l'Indiana, aux États-Unis.

Il existe aussi des bornes automatiques placées en extérieur, sur la voie publique, qui peuvent être rattachées à une boutique classique ou non, et qui délivrent des vidéos sans interruption. Les supports vidéo étant stockés physiquement dans la borne, le nombre de films disponibles est plus faible que dans une boutique. Le choix se fait sur un écran, qui peut être tactile ou disposer de touches pour la sélection. Pour les clients qui bénéficient d'un forfait, le paiement peut être effectué avec la carte magnétique ou à puce qui leur a été fournie lors de la souscription, tandis que les clients occasionnels utilisent leur carte bancaire.

## Domaines d'activité
Certains vidéo-clubs proposent également leurs vidéos à la vente, et se diversifient parfois dans le domaine des jeux vidéo.
Par ailleurs, il existe des vidéo-clubs spécialisés dans la pornographie ; il s'agit souvent de sex shops qui vendent aussi des objets sexuels, proposent des peep shows, et mettent à disposition des cabines individuelles pour regarder les films. Cependant, certains vidéo-clubs traditionnels proposent aussi un rayon pornographique, éventuellement séparé physiquement du reste du magasin, afin d'en limiter l'accès aux seuls majeurs.

## Concurrence
Les vidéo-clubs ont été récemment[Quand ?] concurrencés par l'arrivée de sites web comme Glowria ou dvdfly, proposant les mêmes services de location, mais en envoyant et en recevant les DVD par courrier, ce qui dispense le client de se déplacer jusqu'à un vidéo-club.
Une expérience de livraison de vidéo à domicile dans l'heure qui suit la commande, par des coursiers motorisés, est également menée depuis 2002 dans le canton de Genève, par l'entreprise DVDmania, cofondée par le député Antonio Hodgers.
Plus récemment encore[Quand ?], l'explosion de la vidéo à la demande (existant à la fois à la location et à la vente), permet de s'affranchir des délais postaux et de la nécessité du retour de la vidéo.
Certains vidéo-clubs traditionnels se sont d'ailleurs lancés dans ces activités. D'autres proposent de télécharger les vidéos en magasin sur un disque dur portable.
D'autre part, par extension, certains de ces services sont qualifiés de « vidéo-clubs » ou « vidéo-clubs virtuels », à l'instar de Vidéo Club Numericable, le service de vidéo à la demande de Numericable.

## Vidéo-clubs de fiction
- Dans Soyez sympas, rembobinez, comédie américaine de 2008, deux employés de vidéo-club remplacent les cassettes qu'ils ont accidentellement effacées par des remakes qu'ils réalisent eux-mêmes, de manière artisanale.
- Dans Parker Lewis ne perd jamais, série télévisée américaine des années 1990, le père du personnage principal est propriétaire d'un vidéo-club.
- Dans Big Hit , le personnage principal du film doit ramener une cassette au vidéo-club, le propriétaire de ce dernier le harcelant régulièrement au téléphone pour son retard, une des scènes se passe dans ce vidéo-club
- Dans Video Violence... When Renting Is Not Enough, film de série B américain de 1987, un couple s'installe dans une petite ville pour y ouvrir un vidéo-club, et finit par s'apercevoir que les habitants tournent des snuff movies.
- Dans le premier épisode de la deuxième saison de la série télévisée britannique MI-5, en 2003, un emploi dans un vidéo-club (ouvert spécialement pour l'occasion) sert de couverture à Zoe.
- Dans Clerks : Les Employés modèles, Randal Graves est employé du magasin de location de vidéos RST Vidéos.
- Dans la série Dawson, Dawson Leery et Pacey Whiter sont tous les deux employés dans un vidéo-club en dehors de leurs heures de cours
- Dans Scream, le premier film d'horreur de la franchise, sorti en 1996, Randy Meeks travaille au vidéo-club de Woodsboro, la ville fictive des films, où les habitants peuvent y louer des VHS de films culte comme Hurlements ou encore Halloween.
- Dans l'épisode Au club vidéo de la série Un gars, une fille, Chouchou et Loulou (Alex et Jean) se trouvent dans un vidéo-club où ils y louent des VHS.